# بيولوجيا التربة

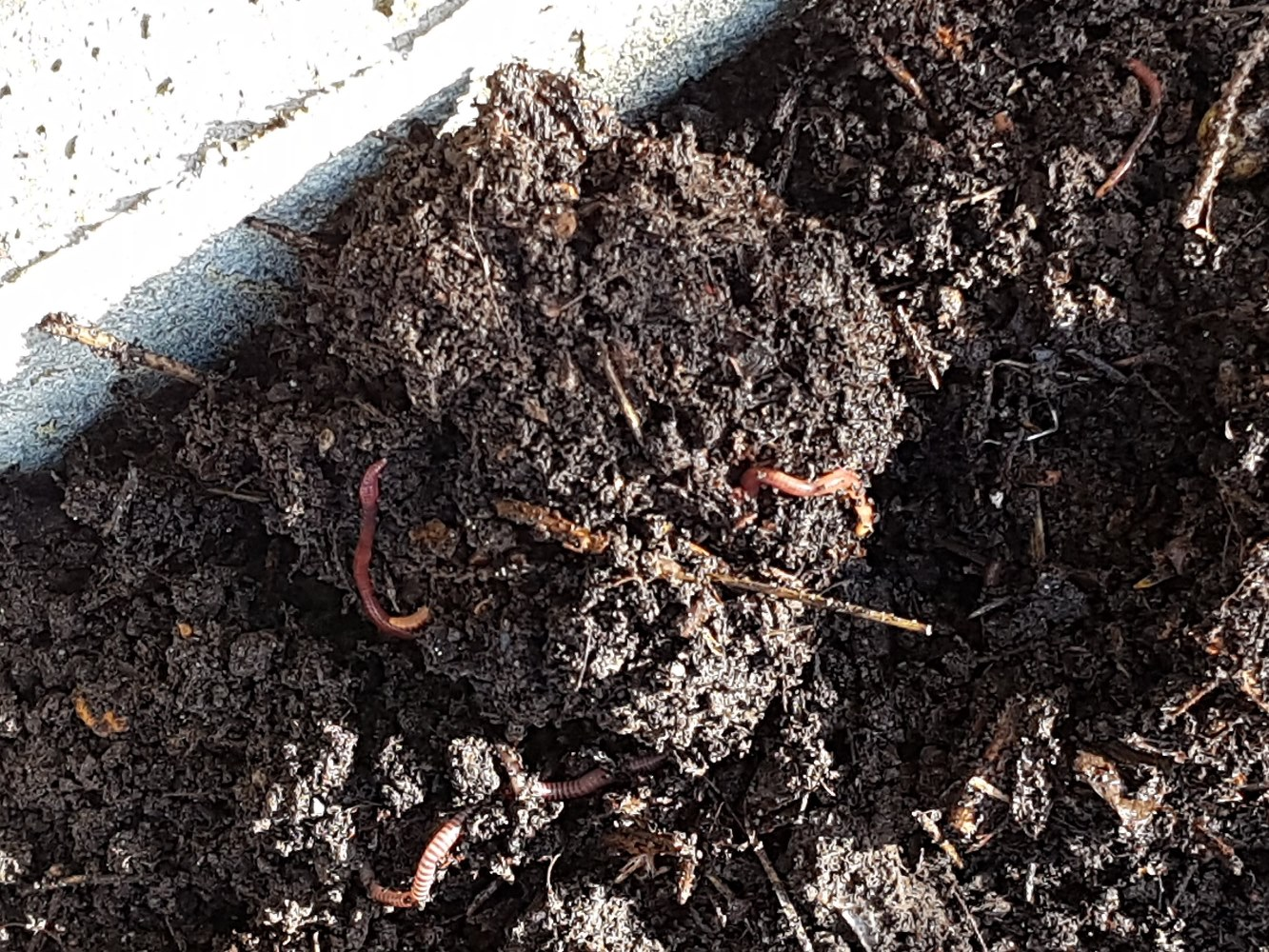

بيولوجيا التربة أو أحياء التربة (بالإنجليزية: Soil biology)‏، هي دراسة النشاط الميكروبي والحيواني والبيئي في التربة. وتعتبر بيولوجيا التربة مصطلحاً جماعیاً یشمل جمیع الکائنات التي تقضي جُزءً کبیراً من دورة حیاتھا داخل نطاق التربة أو على سطحها. وتشمل هذه الكائنات الحية ديدان الأرض، والديدان الخيطية، والأوليات، والفطريات، والبكتيريا، والمفصليات المختلفة. وتلعب بيولوجيا التربة دوراً حيوياً في تحديد العديد من خصائص التربة. كما أن تحلل المادة العضوية من قبل كائنات التربة له تأثير هائل على خصوبة التربة، ونمو النبات، وبنية التربة، وتخزين الكربون. وكعلم جديد نسبياً، لا يزال هناك الكثير من الأمور الغير معروفة عن بيولوجيا التربة وأثره على النظم الإيكولوجية للتربة.